# Thea LaFond
Thea LaFond (Roseau, 5 de abril de 1994) é uma atleta triplista dominicense, campeã olímpica do salto triplo. Sua medalha foi a primeira da nação caribenha de Dominica na história dos Jogos Olímpicos.
Conquistou a medalha de ouro em Paris 2024 com a marca de 15,02 m, recorde nacional e sua melhor marca pessoal. Em 2024 também foi campeã mundial indoor dos 60 m no Campeonato Mundial de Atletismo em Pista Coberta disputado em Glasgow, Escócia, também a primeira medalha de seu país num campeonato mundial.